# Luchthaven Chios
Luchthaven Chios (Grieks: Κρατικός Αερολιμένας Χίου), is een nationaal vliegveld gelegen op het Griekse eiland Chios. Net als bij vele eilanden is de luchthaven niet erg groot.
In 2015 telde het vliegveld 195.183 passagiers.